# Augustin Tătar
Augustin Tătar (n. 19 mai 1887, Măhăceni – d. secolul al XX-lea) a fost un delegat în Marea Adunare Națională de la Alba Iulia, organismul legislativ reprezentativ al „tuturor românilor din Transilvania, Banat și Țara Ungurească”, cel care a adoptat hotărârea privind Unirea Transilvaniei cu România, la 1 decembrie 1918.

## Biografie
Augustin Tătar a fost fiul preotului lui Gavrilă Tătar și al Mariei Muntean, din Băișoara. În 1908, a luat bacalaureatul la Beiuș.
A fost trimis la Roma la "Propaganda Fide", unde și-a luat doctoratul în filosofie și teologie. Reîntorcându-se în țară, în 28 iulie 1914 a fost numit preot în Șăulia de Câmpie. În 19 martie 1918, a fost numit administrator parohial în Varviz, localitate cunoscută ulterior sub denumirea de Subcetate.
A ocupat și funcția de administrator protopopesc al districtului Giurgeu. În perioada 1 decembrie 1919 - 1 octombrie 1923, a fost profesor de religie la Liceul de băieți "Sf.Vasile din Blaj. În 1 octombrie 1923, a fost numit profesor titular la catedra de Dogmatică de la Academia de Teologie română unită din Blaj. În 7 februarie 1931, a fost ales canonic în Veneratul Capitlu bobian din Blaj.:p. 357

## Activitatea politică

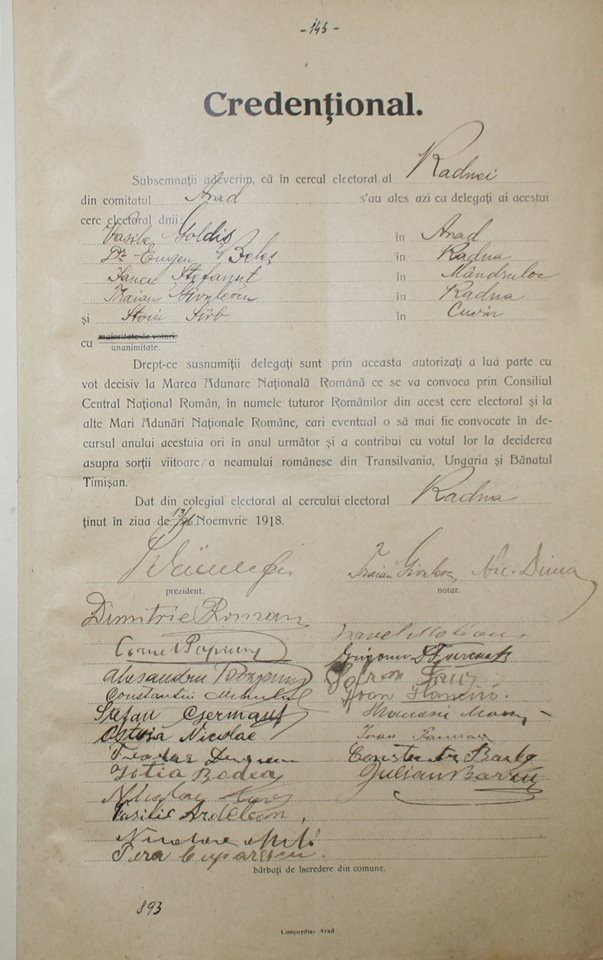
Credențional

În 1918, a fost ales membru al "Marelui Sfat" din Sibiu. Ca deputat în Adunarea Națională din 1 decembrie 1918 a reprezentat ca delegat de drept județul Ciuc, alături de prefectul județului, Gheorghe Dubleșiu.:p. 358